# Colle del Nivolet
Il Colle del Nivolet (pron. fr. AFI: [nivɔlɛ] - in francese, Col du Nivolet - 2.612 metri s.l.m.) è un valico alpino situato nelle Alpi Graie, spartiacque tra la Valle dell'Orco (Piemonte) e la Valsavarenche (Valle d'Aosta), collocato all'interno dell'area protetta del Parco Nazionale del Gran Paradiso ad ovest dell'omonimo massiccio, non lontano dal confine italo-francese ad ovest.

## Storia
La strada che, partendo dai 1580 m s.l.m. di Ceresole Reale si inerpica per 18,5 km sino al colle del Nivolet, è stata costruita nel 1931, con la funzione principale di permettere un facile raggiungimento degli invasi artificiali (lago Serrù e Agnel) situati a quota 2200 m circa.
Renzo Videsott, il primo presidente dell'ente parco, volle che il tracciato d'asfalto proseguisse fino ai 2612 m del colle intravedendo la possibilità di portare nel cuore del neonato Parco Nazionale del Gran Paradiso una prima forma di turismo naturalistico. Tuttavia, col passare degli anni, lo sviluppo della motorizzazione di massa ha portato al colle orde di turisti che trasformano la zona, soprattutto nelle domeniche estive, in un immenso parcheggio.
Negli anni settanta era stato progettato il collegamento con il paese di Pont nel comune di Valsavarenche, ma le incomprensioni tra la regione autonoma Valle d'Aosta e la regione Piemonte hanno impedito la realizzazione del progetto. La strada sterrata è stata iniziata, scende dal colle e prosegue per alcuni chilometri sul lato sinistro orografico dell'altopiano del Nivolet per poi terminare, presso la croce dell'Arolley, 300 m sopra l'abitato di Pont, per la soddisfazione degli ambientalisti, i quali sottolinearono il disastroso impatto ambientale di una tale opera.
Attualmente l'ultimo tratto della SS 460 (ora SP 50) resta chiuso al traffico automobilistico da metà ottobre a metà maggio, la sbarra si trova dopo Chiapili di Sopra, la borgata più alta di Ceresole. Nel corso della stagione invernale o all'inizio della primavera, in condizioni di neve assestata, viene spesso usata per escursioni con gli sci da scialpinismo o con le racchette da neve. Negli ultimi anni si è cercato di porre un rimedio all'eccessiva affluenza di autoveicoli in una zona di così alto pregio naturalistico bloccando le vetture, durante le domeniche estive, al lago Serrù. Nei giorni di chiusura ai veicoli a motore gli ultimi sei chilometri possono essere percorsi a piedi, in bici oppure usufruendo di un servizio di bus navetta.

## Descrizione

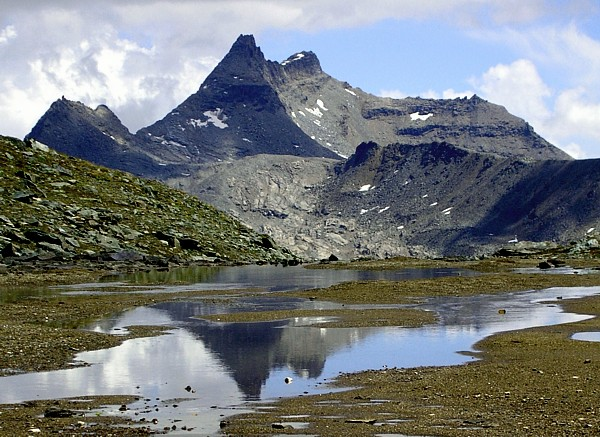
Altopiano del Nivolet con i laghi del Nivolet

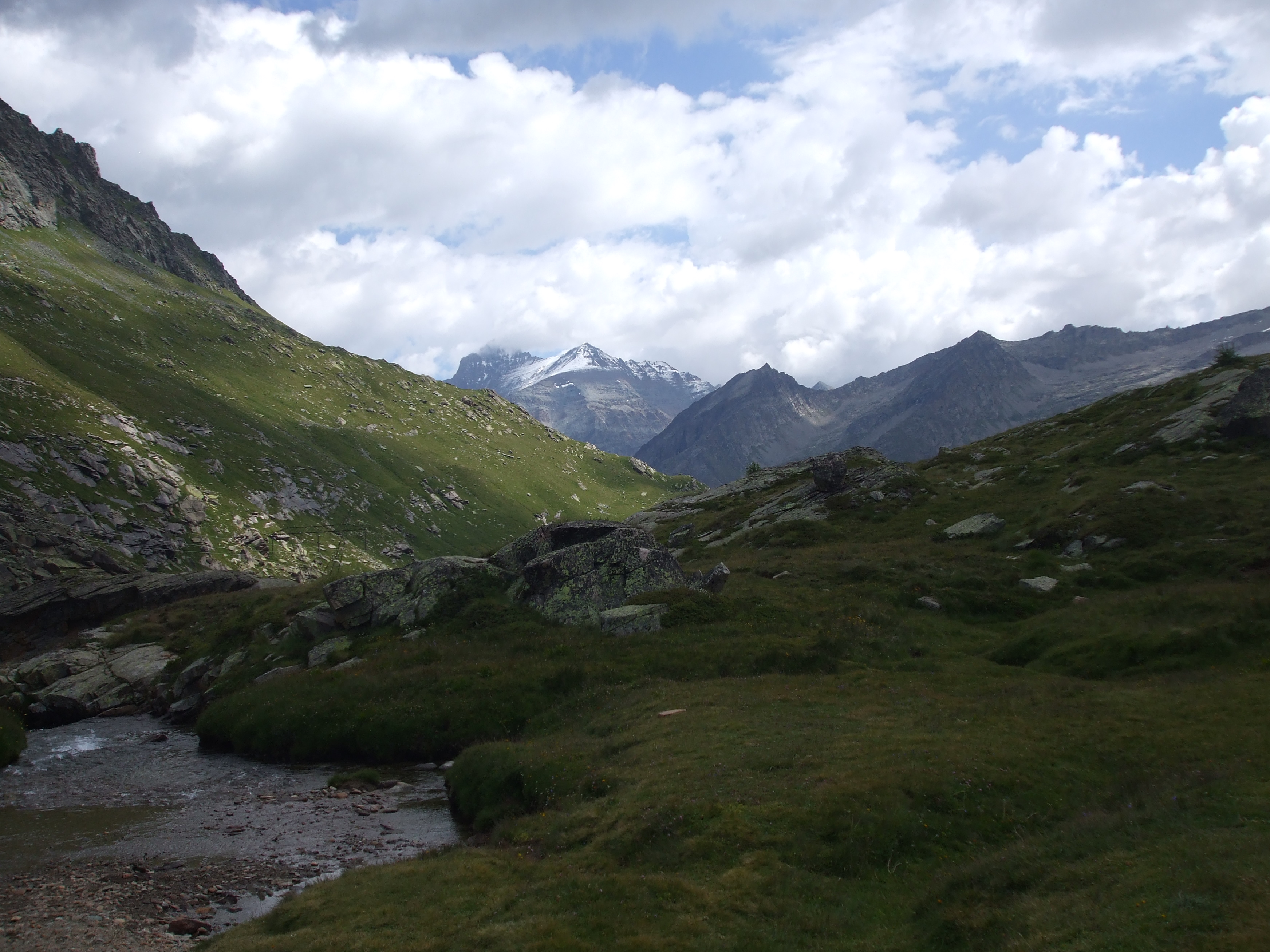
Altopiano del Nivolet dal sentiero che porta al rifugio Savoia

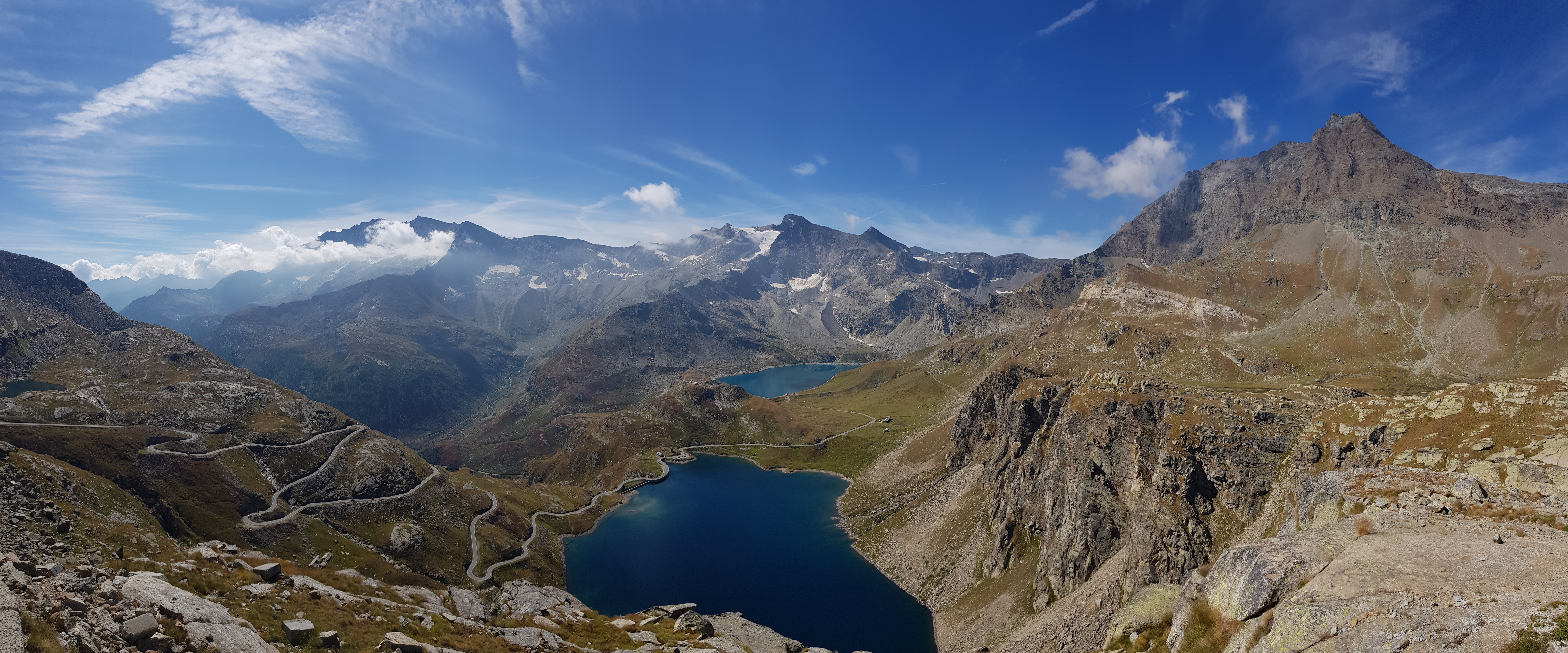
La Valle Orco con i laghi Agnel e Serrù vista dal belvedere del Colle del Nivolet

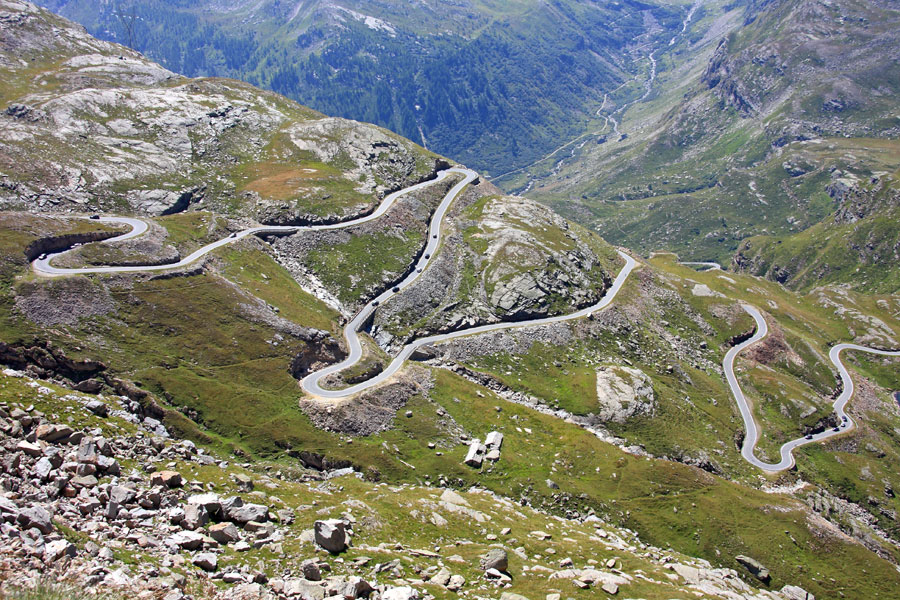
Il tratto di strada tra il lago Agnel ed il colle

È facilmente raggiungibile in macchina nel periodo estivo, mentre nel periodo invernale/primaverile la strada che vi conduce non viene liberata dalla neve. L'accesso al colle è possibile utilizzando la SSP 460 per Ceresole Reale (TO). Proseguendo oltre l'abitato di Ceresole la strada si snoda per una ventina di chilometri che portano a salire per un migliaio di metri di dislivello sino al colle, costeggiando molto da vicino due laghi artificiali (lago Serrù e Agnel) asserviti alla produzione di energia elettrica. La strada passa oltre il colle e si arresta poco dopo il Rifugio Albergo Savoia, sul versante valdostano.

### Ambiente
Dal punto di vista naturale è caratterizzato da una vasta prateria punteggiata da numerosi stagni e torbiere e attraversata dalla Savara o Dora del Nivolet, il colle è famoso per i suoi laghi alpini incontaminati sul pianoro del Nivolet. Dal punto di vista faunistico, si possono osservare camosci, stambecchi, marmotte e diverse specie di anfibi e uccelli.
È uno dei luoghi più bui d'Italia, almeno tra quelli accessibili tramite strada asfaltata, perché gode di schermature da parte delle montagne verso la pianura e le grandi città, ed è quindi relativamente immune dall'inquinamento luminoso. Inoltre la sua altitudine rispetto a siti di osservazione posti a quota inferiore riduce le interferenze dell'atmosfera terrestre quando si osserva il cielo. Il colle viene perciò frequentemente usato dagli astrofili per nottate osservative, ad esempio dal Circolo Astrofili di Milano.

### Ciclismo
La salita del Colle del Nivolet, classificabile come salita alpina lunga, dall'importante dislivello, dall'elevata quota altimetrica raggiunta e con pendenze di media difficoltà, è meta frequente di cicloamatori d'estate. Non è mai stata interessata per la sua totalità da grandi competizioni in quanto implica l'arrivo di tappa in cima al colle al termine della strada con qualche problema logistico-organizzativo e per la presenza di scenari montani incontaminati del parco nazionale del Gran Paradiso. Nel 2019, per la prima volta, il Giro d'Italia ha affrontato parte della salita fermandosi al Lago Serrù a circa 2243 m di quota con vittoria del russo Ilnur Zakarin e Jan Polanc in maglia rosa.

### Rifugi alpini
- Rifugio città di Chivasso - 2.604 m
- Rifugio Albergo Savoia - 2.534 m

### Nella cultura di massa
La strada che dal Nivolet scende verso il lago Agnel e il lago Serrù è stata utilizzata nelle riprese del film Un colpo all'italiana (anno 1969) . La scena finale del film vede il pullman in bilico sul costone a strapiombo sul lago Agnel e nella ripresa panoramica si nota in lontananza anche il lago Serrù.